# Mordella cinerea
Mordella cinerea là một loài bọ cánh cứng trong họ Mordellidae. Loài này được Gebler miêu tả khoa học năm 1830.